# 마르쿠스 툴리우스 키케로
키케로(라틴어: Marcus Tullius Cicero)는 로마의 정치인, 변호사이자 작가이다. 기원전 106년 1월 3일 이탈리아 아르피눔에서 부유한 기사 계급 집안의 두 형제 중 맏이로 태어나 기원전 43년 12월 7일(율리우스력) 포르미아에서 피살되어 세상을 떠났다.
훌륭한 연설가이던 키케로는 고전 라틴어 표현의 전형으로 평가받은 풍부한 작품들을 집필하였으며, 이 중 대부분은 현재까지 전해진다. 키케로는 정계에서 활동을 멈춘 시기 동안 수사학 저서 집필과 희랍 철학 이론의 라틴어 수용에 헌신했다. 중세 동안 부분적으로 잊혀졌던 키케로의 작품들은 카롤링거 르네상스, 이후 이탈리아 르네상스와 고전 시기에 다시 조명받았다. 하나 19세기와 20세기 전반 동안, 키케로는 그저 희랍 철학자들을 집대성한 인물로만 평가받았다. 피에르 그리말은 더 긍정적으로 키케로가 희랍 철학의 일부를 우리에게 전해 준 귀중한 중개인이었다고 평가한다. 정치 생활에 대한 평가는 보통 박하다. 난투장의 중심에서 방황하는 지식인으로, 로마로 온 출세한 이탈리아인으로, 다재다능한 기회주의자로 평가받으며, 테오도어 몸젠과 제롬 카르코피노에 따르면 폼페이우스의, 이후 카이사르의 "잠복한 군주정의 수동적 도구"로 평가받았다.

## 생애

### 유년과 청년 시절
키케로는 기원전 106년 라티움 지역 아르피눔의 기사 가문에서 태어났다. 
아들의 출세를 바라던 그의 아버지는 일찌감치 키케로 형제를 로마로 유학 보냈다. 키케로 형제는 당대의 유명한 법률 자문가였던 조점관 퀴투스 무키우스 스카이볼라와, 같은 이름의 대제관 스카이볼라에게 철학과 수사학을 배웠다. 이때 로마의 전설적 장군 스키피오 아프리카누스의 세계관에 큰 감명을 받았다. 기원전 91년에서 88년까지 군 복무를 했다. 
기원전 88년, 키케로와 같은 고향 출신인 가이우스 마리우스와 당시 원로원의 후원을 받던 술라 사이에서 내전이 벌어진다. 이 내전은 기원전 82년까지 6년 동안 지속됐다. 이 기간 동안, 키케로는 필론 밑에서 플라톤과 아리스토텔레스를 익힌다. 
기원전 81년, 키케로는 처음으로 변호사 활동을 시작했고, 기원전 80년 부친 살해 혐의로 고발당한 로스키우스를 성공적으로 변호했다. 이 사건은 독재자 술라의 측근이 관련된 사건으로 꽤 불리했으나, 키케로는 과감하게 나서서 술라의 측근이 저지른 전횡에 맞섬으로써 명성을 얻었다.
기원전 79년부터 세 해 동안, 키케로는 로마를 떠나서 아테네와 로도스에 유학해서 수사학과 철학을 공부했다. 이때 포세이도니오스에게서도 배웠다.

### 정치
귀족 출신이 아니었기에 귀족들은 원칙적으로 키케로에게 주요 정치적 역할을 주지 않으려 했다. 그러나 동시대인인 폼페이, 율리우스 카이사르와는 달리 키케로는 군인 경력에 관심을 두지 않았다. 귀국 후 그는 변호사로서 활동하면서 천천히 명성을 쌓아서, 기원전 75년(31세) 재무관을 시작으로 공직에 진출했다.
기원전 70년, 안찰관에 선출된 키케로는 베레스 사건을 맡았다. 베레스는 시칠리아 총독을 역임한 거물로, 재임 중 학정 혐의로 고발당했다. 베레스를 변호한 사람은 당대 제일의 변호사로 유명한 퀸투스 호르텐시우스 호르탈루스였는데, 키케로는 그를 상대로 베레스의 유죄를 끌어내면서 단숨에 로마 최고의 변호사라는 명성을 얻었다. 이때 쓴 것이 유명한 베레스 반박문이다. 이를 바탕으로 출세 가도에 오른 키케로는 기원전 66년 법무관에 선출되어 당시 정계의 실권자였던 폼페이우스를 지지하는 변론을 쓴다. 
이어서 키케로는 기원전 63년엔 최고 행정직인 집정관이 되는 데 성공했다. 원로원 의원을 배출한 적이 없는 평범한 시민 가문 출신으로 최고의 자리에 오른 것이다. 당시 로마 공화정은 야심가들 탓에 커다란 위기에 빠져 있었다. 집정관으로 재임하면서 키케로는 집권관 선출 시 경쟁자였던 혈통 귀족 출신의 카틸리나의 국가 반역 음모를 세 치 혀로 막아냈다. 이때 카틸리나를 국가의 적으로 규정하고 탄핵한 연설이 유명한 카틸리나 반박문이다. 키케로가 선포한 원로원 비상 결의를 받은 카틸리나는 어쩔 수 없이 친구들을 데리고 에트루리아로 도망쳤고, 관련 일당 5명은 체포되어 재판 없이 처형됐다. 그러나 키케로 자신이 말년까지 자랑스럽게 여긴 이 성공이 나중에 그의 몰락을 가져왔다. 율리우스 카이사르가 기존 원로원 체제의 문제점을 공격하는 도구로 이 사건을 이용했기 때문이다.
기원전 60년, 카이사르, 폼페이우스, 크라수스의 삼두정치가 시작됐다. 이 때문에 키케로는 정치적 위기에 빠졌다. 공화국 체제를 지지하는 입장이었기에 이들과 노선이 달랐던 까닭이다. 기원전 58년 3월, 그와 개인적 갈등이 있던 호민관 클로디우스 풀케르가 로마 시민을 재판 없이 처형한 자는 추방되어야 한다는 법률을 통과시켰다. 그러나 그 직전에 키케로는 반역자들을 재판 없이 처형한 사실에 책임을 지고 자진해서 로마를 떠나서 마케도니아로 망명길에 올랐다. 이때 팔라티움 언덕에 있던 키케로의 저택은 불태워졌고, 투스쿨룸의 별장도 크게 부서지고 약탈당했다.
기원전 57년 8월, 지지자들 도움으로 통과시킨 법률 덕분에 키케로는 로마로 돌아왔고, 피해 보상도 받았다. 그러나 폼페이우스와 카이사르가 틀어쥔 정계에서 더 이상 주요 역할을 수행할 수 없었다. 이에 키케로는 공적 활동을 접고, 저술 활동에 몰두해서 《연설가론》(기원전 55년), 《연설문의 구성》(기원전 54년), 《법률론》(기원전 52년), 《국가론》(기원전 51년)에 출판했다.
기원전 53년엔 조점관으로 선출되어 다시 공직으로 나아갔고, 기원전 51년에는 킬리키아 총독으로, 기원전 49년에는 카푸아 총독으로 선출되어 로마를 떠나 있었다.
기원전 49년, 카이사르와 품페이우스가 갈등을 일으켜 끝내 내전이 일어났다. 카이사르는 키케로에게 자기 편에 설 것을 요청했다. 그러나 고심 끝에 키케로는 이를 거절하고, 원로원파인 폼페이우스 쪽에 합류했다. 그러나 기원전 48년 8월, 카이사르는 테살리아의 파르살루스에서 품페이우스를 무찔렀다. 
이때, 키케로는 카이사르의 허락을 얻어 이탈리아로 돌아왔다. 카이사르는 키케로를 사면했으나, 점점 눈에 드러나는 일인 독재 정치에 무력감과 회의를 느끼면서 주로 철학을 주제로 한 책을 쓰는 데 시간을 보낸다. 더욱이 기원전 45년에는 사랑하던 딸 툴리아가 사망함으로써 키케로는 삶의 기쁨을 거의 상실하게 된다. 
키케로는 기원전 46년에《스토아 철학의 역설》, 《브루투스》, 《연설가》 등을 출판했고, 기원전 45년에 《위로》, 《호르텐시우스》, 《최고 선악론》, 《투스쿨룸 대화》, 《신들의 본성에 대하여》 등을 출판했으며, 기원전 44년에는 《예언술》, 《노카토 노년론》, 《운명론》, 《라일리우스 우정론》, 《덕에 관하여》, 《영광에 관하여》, 《의무론》, 《토피카》 등을 출판했다.
기원전 44년 3월, 카이사르가 암살되고, 키케로는 정치 무대로 복귀했다. 이때 키케로는 공화국을 살리고자 하는 작은 희망을 품고 안토니우스에 대항하여 카이사르의 양자인 옥타비아누스와 손을 잡는다. 기원전 44년 9월부터 키케로는 안토니우스를 비판하는 일련의 연설들을 행하는데, 약 6개월 동안 이어진 이 연설들을 ‘필리포스 연설’이라고 한다. 이 연설에서 키케로는 일인 독재와 폭력 정치를 규탄하면서, 원로원이 비상 결의를 통해 안토니우스를 국가의 적으로 규정하고, 즉시 군대를 동원해 그를 공격할 것을 호소했다. 이 연설이 결국 그를 죽음으로 이끌었다.

### 안토니우스에게 죽임을 당하다
기원전 43년 11월, 옥타비아누스는 그를 배신하고, 안토니우스, 레피두스와 함께 제2차 삼두정치를 시작했다. 안토니우스는 즉각 보복에 나서서 반대파를 숙청했고, 숙청을 피해서 달아나던 키케로는 그를 쫓아온 군인들에게 잡혀 카이에타에서 살해당했다. 기원전 43년 12월 7일의 일이었다. 키케로는 머리와 두 손이 잘려 죽었는데, 안토니우스는 키케로의 머리와 두 손을 로마 광장에 내다 걸었다. 공화주의 신념을 잃지 않고, 글로써 안토니우스를 규탄한 키케로를 두려워했던 것이다.

## 카이사르와의 친분
철저한 공화주의자인 키케로와 공화정에 반발을 품었던 카이사르는 정치적으로 반대 입장이었으나, 편지를 주고 받을 정도로 상당한 친분이 있던 것으로 알려져 있다.
망명지에서 돌아온 키케로는 갈리아에서 카이사르에게 친구와 친지들의 인사 청탁 편지를 자주 쓰곤 했고, 카이사르는 기꺼이 응했다. 
특히, 키케로는 동생인 퀸투스 툴리우스 키케로가 두각을 드러내지 못하자, 카이사르에게 동생을 청탁했다. 그리하여 퀸투스 키케로는 카이사르 휘하의 군단장으로 종사하며 갈리아에서 전공을 세웠다.

## 키케로와 고전 라틴어
정치가로서 키케로는 역사의 거센 흐름에 좌절되었다고 일반적으로 평가되는 반면, 문학자로서 그의 이름은 라틴어 문학사에 길이 남아있다. 이른바 고전 라틴어는 키케로에 의해서 비로소 그 틀이 잡혔고, 그의 라틴어 문체는 곧 고전 라틴어의 표본으로 간주된다.
유럽 지역 대부분이 4세기 중엽까지 로마 제국의 정치적, 문화적 영향 밑에 있는 동안, 라틴어는 이들 지역에서 이른바 관용어로서 쓰였고, 로마제국의 멸망 후 중세를 거쳐 18세기에 이르기까지 라틴어는 계속 문어로 두루 쓰였다. 라틴어 문어를 올바로 쓰고 배우는 첫과정에서 사람들은 언제나 키케로의 변론문을 라틴어의 표본으로 삼았다. 이와 같은 전통은 오늘날까지 라틴어를 배우는 데에 그대로 지속되고 있다.

## 관련 문헌

### 저서
변호문

Opera omnia, 1566

- 베레스 반박문(In Verrem, 기원전 70년)
- 폼페이우스의 지휘권에 관하여 (De imperio Cn. Pompei, 기원전 66년):
- 무레나 변호문 (Pro Murena, 기원전 66년)
- 카틸리나 반박문 (In Catilinam, 기원전 63년)
- 아르키아 변호문 (Pro Archia, 기원전 62년)
- 필리피카이 (Philippicae orationes, 기원전 44년)

수사학
- 브루투스 (Brutus)
- 웅변가론 (De oratore)
- 웅변가 (Orator)

철학 저서
- 투스쿨란의 대화 (Tusculanae disputationes)
- 키케로의 국가론 (De re publica)
- 의무론 (De officiis)
- 최선과 최악에 관하여 (De finibus bonorum et malorum)
- 신의 본질에 관하여 (De natura deorum, On the Nature of the Gods)
- 아카데미카 I, II (Academica I, II)

서한

## 같이 보기
- 로렘 입숨
- 번역

1. 1 2 3 4 5 6 7 8 9 10 11 12  마르쿠스 툴리우스 키케로 (2024). 《의무론》. 열린책들.
2. ↑  희랍의 유명한 연설가 데모스테네스가 마케도니아의 필리포스를 비판한 연설에서 따온 이름이다.